# 朝からみのもんた
『朝からみのもんた』(あさからみのもんた)は、読売テレビ(ytv)で、2020年8月9日から2021年3月28日まで毎週日曜日の6:30 - 7:00に関西ローカルで放送されていたトークバラエティ番組。みのもんたの冠番組でもある。

## 概要
みのが『秘密のケンミンSHOW』（ytv制作の全国ネット番組）の男性MCを2020年3月26日で勇退してから、およそ半年ぶりにレギュラーで出演していたテレビ番組。早朝に放送されるテレビ番組へのレギュラー出演は、一身上の事情から『みのもんたの朝ズバッ!』『みのもんたのサタデーずばッと』(いずれもTBS制作・全国ネットの生放送番組）のMCを2013年10月で退いて以来約7年振りだが、当番組は事前に収録した内容を関西ローカル向けに放送。ただし番組収録は東京支社のスタジオで行われていた。放送週の水曜日8:00から「MyDo!」（ytvが運営する動画配信サイト）「TVer」「GYAO!」で最新回の動画を配信していた。さらに、配信期間が終了した回については、YouTubeからも動画を配信。ただし、『24時間テレビ』などでytvが日曜日の早朝に特別編成を組む場合には、放送を休止していた。
当番組では、みのと親交の深い芸能人、視聴者、制作局・ytvのアナウンサーなどから寄せられた質問を、女性のパートナーが代弁。その質問に対して、みのが60年近いアナウンサー生活で培ってきた知識と経験を踏まえながら、思いのままに回答するスタイルで進行していた。
みのは、当番組のスタートに際して、「芸能生活60年まであと3年なので、『引退』をよく言われるのだが、自分としては『引退』ではなく『潮時』という言葉が好き。この番組に命を賭けるつもりで、自分の『潮時』を見付けたい。（ytvの本社がある）大阪は（自分にとって）『第2の心のふるさと』なので、この番組で何でも喋ることによって、（大阪を含む）関西の朝を元気にしたい」という抱負を述べていた。もっとも、実際に放送されたのは8ヶ月間で、2021年3月28日放送分で終了。みののレギュラー番組（および、みのの冠番組）は再び姿を消し、2025年3月1日にみのが逝去したことで本番組が生涯最期のレギュラー番組・冠番組となった。
みのは最終回の収録に際して、「77歳（満年齢は76歳）にしてレギュラー番組が全て終わることはなかなかない。（レギュラーでの出演が）最後になるかも知れない番組に自分の名前が付いていたことは、喋り手として最高に幸せな勲章だが、このような良い番組へ最後に巡り合えたことが『潮時』と感じてもいた。当番組の収録自体は楽しく、『喋り尽くした』って言えば（しゃべり）尽くしたので、終了が決まったことは（新しい人生を送るための）一つのきっかけになると思う。ただ、『潮』とは満ちるものなので、そのように感じられたら満を持して（放送の現場に）戻ってきたい」とコメント。収録では、亡妻（スタイリストとしてみのの活動を支えていた御法川靖子）の生前の写真を初めて公開している。

## 出演者

### MC
- みのもんた

### パートナー
- 小島瑠璃子（2020年8月9日 - 9月6日、当初から4回限定で担当することが決まっていた[1]）
- 林マオ（ytvアナウンサー、2020年9月13日 - 2021年3月28日）

## コーナー
- もんたのおめざ
  - 番組スタッフが日本全国から取り寄せた飲食物（おめざ）を、みのとパートナーがトークの合間に試食・試飲。当番組の公式サイトでは、「おめざ」に関する情報を特設ページ - ウェイバックマシン（2022年1月23日アーカイブ分）で紹介している。
  - 2020年10月からは、（制作局の）「読売テレビアナウンサー公認おめざ」を紹介している。過去に「おめざ」を公認したアナウンサーは、紹介順に諸國沙代子→中谷しのぶ→虎谷温子→諸國（2週連続）→林マオ→黒木千晶→諸國→中村秀香→立田恭三→林→澤口実歩→中谷。最多は諸國の4回。

## スタッフ
- 演出：堀家寛之
- ディレクター：岡憲一郎
- 構成：土屋幸喜、デーブ八坂
- TD：山口善弘
- カメラ：平見進
- 音声：岡賢治
- 照明：古谷美明
- 編集：渋谷良人
- MA：古庄陽
- 音効：村木綾
- 美術：山本真平
- アートコーディネーター：内藤佳奈子
- 装飾：藤生由紀
- タイトルロゴ：仲里カズヒロ
- メイク：山城婦加枝
- 撮影協力：Brandze
- スタッフ協力：ブロードマックス、フジアール
- 宣伝：吉井智也
- デスク：野月智恵
- 制作スタッフ：青山裕哉、渡利綸平、森谷優也
- 制作協力：NexTry
- プロデューサー：田渕草人、荒巻由希子
- チーフプロデューサー：柿本幸一、勝田恒次
- 制作著作：読売テレビ